# CXCL11
CXCL11（英語：Chemokine (C-X-C motif) ligand 11）是一小分子的细胞因子属于CXC趋化因子家族，又被称作“干扰素诱导的T细胞a趋化因子”（Interferon-inducible T-cell alpha chemoattractant (I-TAC)。

## 表达
在白细胞，胰腺和肝脏中表达水平高，在胸腺，脾和肺有中等水平的表达，在小肠，胎盘和前列腺中表达水平低。干扰素伽玛和干扰素－b可以在单核细胞，支气管上皮细胞，中性粒细胞，角质形成细胞，和内皮细胞诱导CXCL11的表达。

## 受体
CXCL11结合趋化因子受体CXCR3而起其细胞趋化作用。CXCL11也可以结合到趋化因子受体CCR3上而阻止CCR3配体的结合。

## 功能
CXCL11对活化的T细胞，中性粒细胞和单核细胞有细胞趋化作用。